# Esteban Yáñez Pazos
Esteban Yáñez, nascut com a Esteban Yáñez Pazos (Ferrol, 1984 - Santiago de Compostel·la, 21 d'abril de 2020) va ser un actor, músic i bloguer gallec.
Actor de teatre amateur des de 1997, Yáñez va començar la seva carrera en el món audiovisual el 1997, participant a la sèrie de la Televisió de Galícia «Pratos combinados», i també com a protagonista d'un anunci per al «Xabarín Club». Amb el personatge d'Arròs Hacker va ser presentador d'aquest espai i va passar a ser conegut per tota una generació de nens i adolescents a Galícia, ja que parlava de temes com còmics i sèries d'animació. Fou membre de l'Associaçom Galega da Língua (AGAL). També fou un dels integrants del comitè de redacció de la revista Luzes. El 21 d'abril del 2020 va morir a conseqüència de la pandèmia causada per la Covid-19, que agreujà algunes patologies prèvies que ja patia, i a causa de les quals es trobava a l'Hospital Universitari de Santiago de Compostel·la.